# NK Šentjur
Nogometni klub Šentjur (tiếng Việt: Câu lạc bộ bóng đá Šentjur), thường hay gọi NK Šentjur hoặc đơn giản Šentjur, là một câu lạc bộ bóng đá Slovenia thi đấu ở thị trấn Šentjur. Đội bóng thi đấu ở Golgeter Intercommunal League, giải bóng đá cao thứ tư ở Slovenia. Hiện tại đội có tên gọi Fosilum Šentjur vì lý do tài trợ. Câu lạc bộ được thành lập năm 2000. Câu lạc bộ không được xem là kế vị hợp pháp của đội bóng cũ NK Šentjur và thống kê cũng như danh hiệu của hai câu lạc bộ sẽ tách biệt theo Hiệp hội bóng đá Slovenia.

## Danh hiệu
- Giải bóng đá hạng ba quốc gia Slovenia: 1

2007-08
- Giải bóng đá hạng tư quốc gia Slovenia: 2

2005-06, 2012-13
- MNZ Celje Cup: 1

2007-08

## Lịch sử thi đấu
| Mùa giải | Giải vô địch              | Thứ hạng |
| -------- | ------------------------- | -------- |
| 2001-02  | MNZ Celje (cấp độ 4)      | thứ 3    |
| 2002-03  | MNZ Celje (cấp độ 4)      | thứ 7    |
| 2003-04  | MNZ Celje (cấp độ 4)      | thứ 5    |
| 2004-05  | Styrian League (cấp độ 4) | thứ 4    |
| 2005-06  | Styrian League (cấp độ 4) | thứ 1    |
| 2006-07  | 3. SNL - Đông             | thứ 9    |
| 2007-08  | 3. SNL - Đông             | thứ 1    |
| 2008-09  | 2. SNL                    | thứ 5    |
| 2009-10  | 2. SNL                    | thứ 10   |
| 2010-11  | 3. SNL - Đông             | thứ 14   |
| 2011-12  | Styrian League (cấp độ 4) | thứ 10   |
| 2012-13  | Styrian League (cấp độ 4) | thứ 1    |
| 2013-14  | 3. SNL - Đông             | thứ 11   |
| 2014-15  | 3. SNL - Bắc              | thứ 11   |
| 2015-16  | MNZ Celje (cấp độ 4)      | thứ 6    |
| 2016-17  | MNZ Celje (cấp độ 4)      | thứ 2    |
| 2017-18  | 3. SNL - Bắc              | thứ 11   |
| 2018-19  | MNZ Celje (cấp độ 4)      | thứ 7    |

1. ↑  Transferred to a newly established Styrian League.